# Reuter-Wagner-Museum
Het Reuter-Wagner-Museum is een museum in Eisenach in de Duitse deelstaat Thüringen. Het museum is gevestigd in de villa van de dichter Fritz Reuter en is gewijd aan de componist Richard Wagner (1813-1883).
De oorsprong van de collectie ligt bij de Oostenrijker Nicolaus Oesterlein die nog tijdens het leven van Wagner een grote collectie aanlegde. In 1887 richtte hij daar een museum mee op in zijn eigen woning in Wenen. Zijn collectie bestond uit 20.000 voorwerpen en een bibliotheek met 5.000 boeken.
Oesterlein zag zich genoodzaakt om de collectie te verkopen, en hierop legde de lexicograaf en hoogleraar Joseph Kürschner het verzoek bij de stad Eisenach neer om het te kopen. Dit gebeurde in 1895 en de verzameling werd ondergebracht in de villa van Reuter, een pand in de neorenaissance-stijl dat in 1866 was gebouwd. Het Wagner-museum werd daar geopend in 1897. 
De Oesterlein-collectie is op de Haus Wahnfried-collectie in Bayreuth na de grootste Wagner-collectie ter wereld.

## Impressie

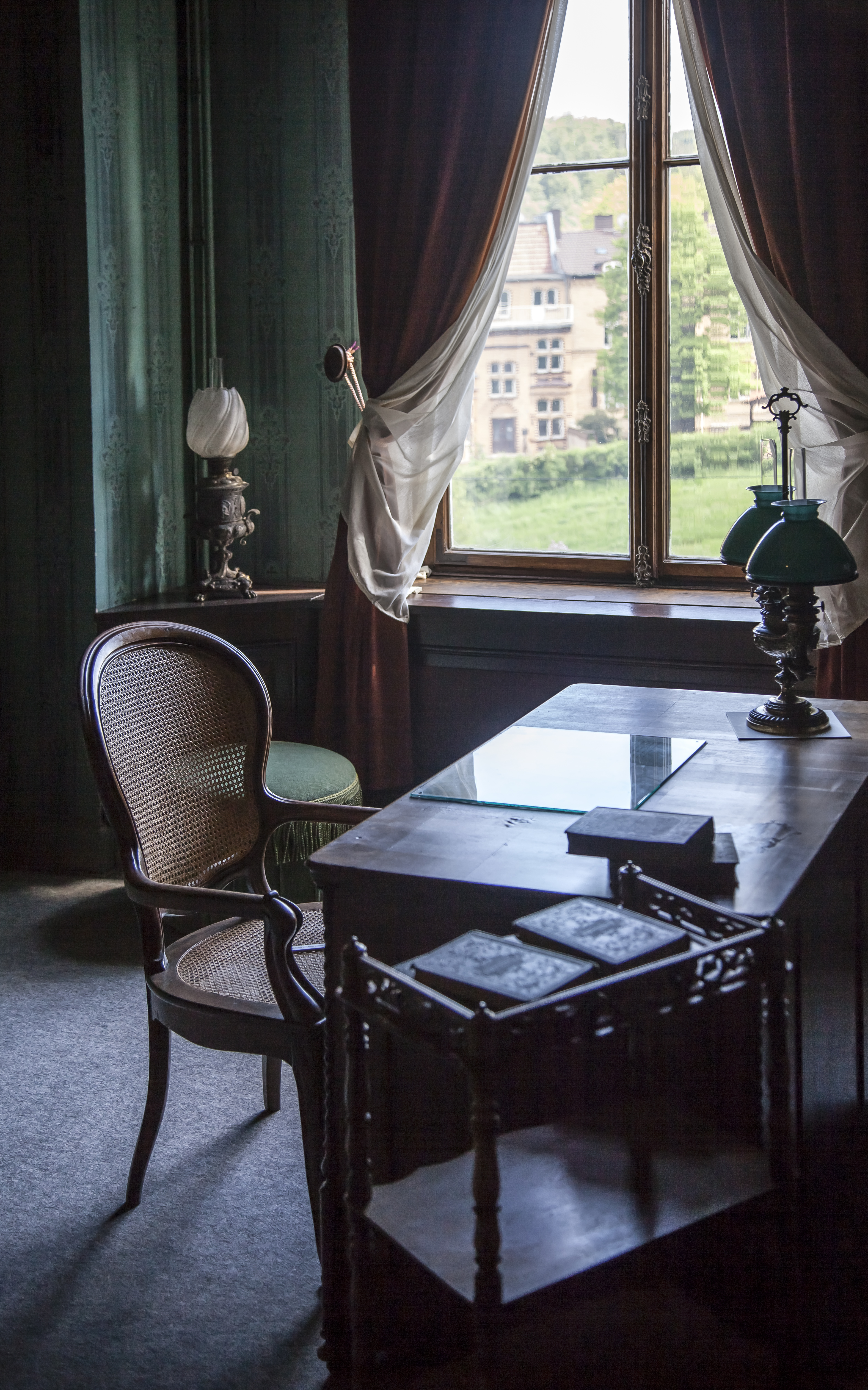
Fritz Reuters werkkamer
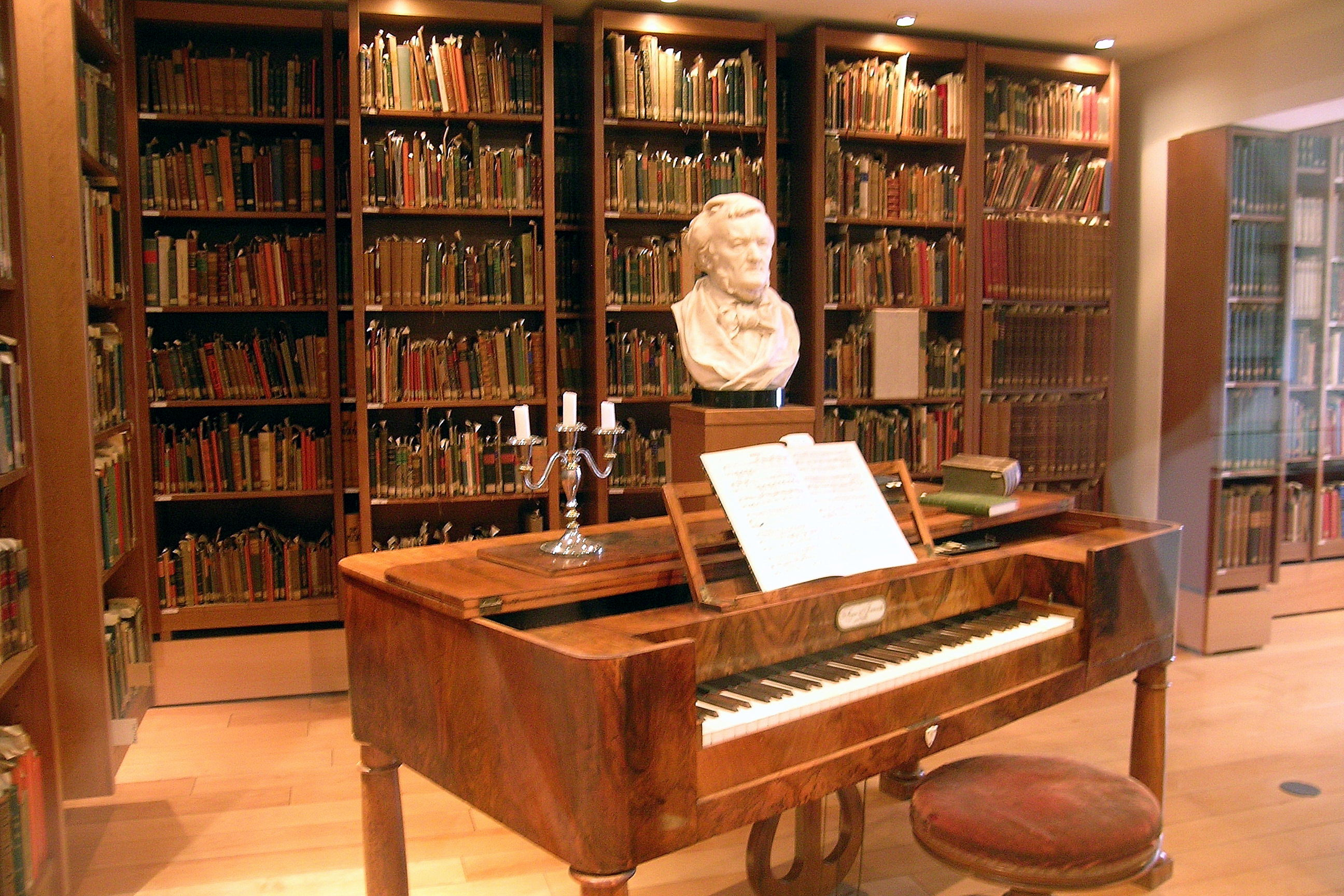
Wagner-Bibliothek in de villa
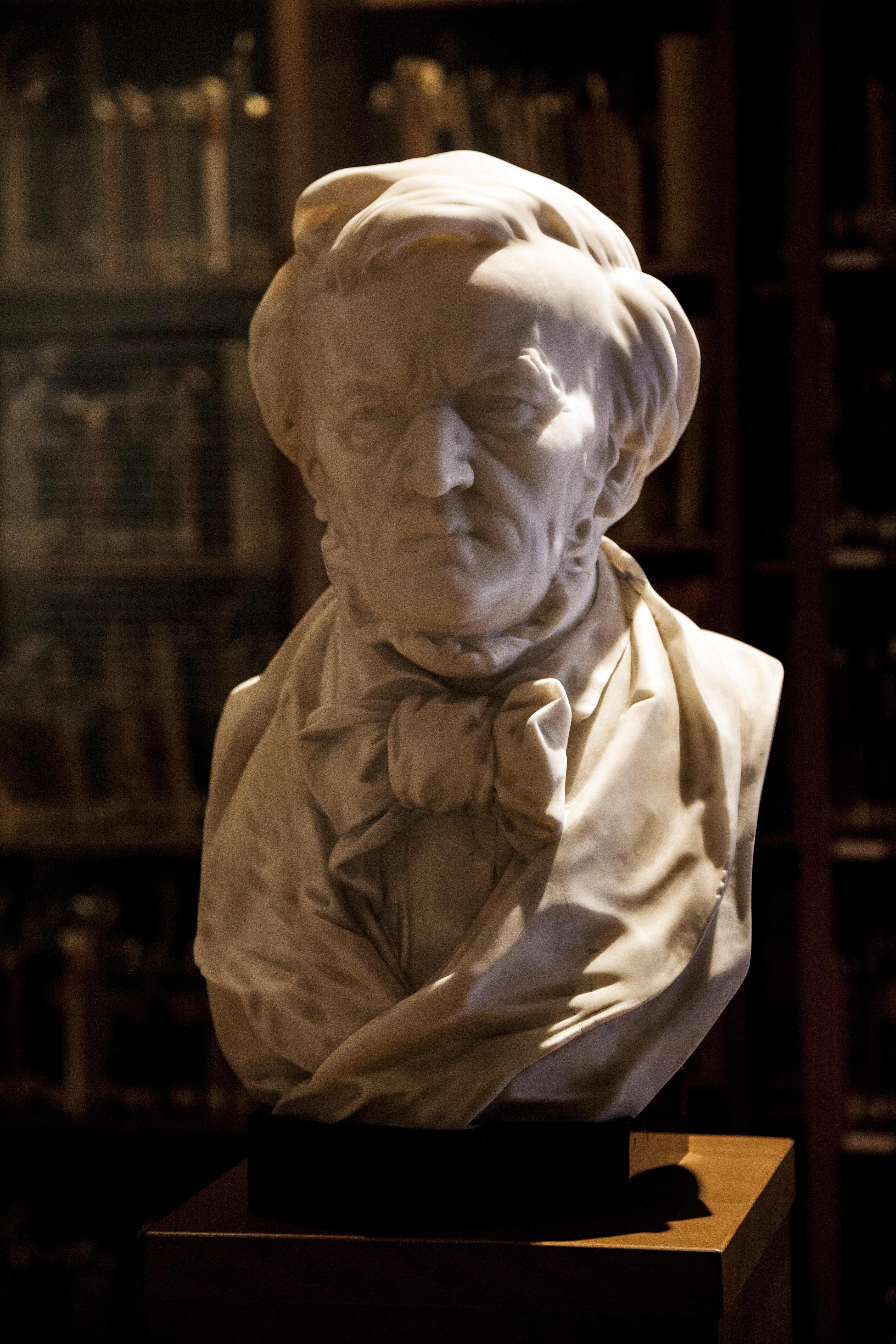
Buste van Wagner